# Evrard des Barrès
Evrard des Barrès (o Everard von Barres, o Eberhard De Bären) (? - 1174) fue el tercer gran maestre de la Orden del Temple.

## Biografía
Gobernó la orden desde marzo de 1147 al 1151. Cuando en enero de 1147 fallece el gran maestro Robert de Craon, es uno de los principales dignatarios de la Orden del Temple, ya que Evrard lleva el título de Preceptor de Francia. Apenas designado, debe intervenir militarmente a la cabeza de sus templarios para salvar al rey de Francia Luis VII, quien dirigiendo la Segunda Cruzada, se encuentra en situación comprometida en los desfiladeros de Pisidia.
Según el cronista Odon de Deuil, Evrard des Barrès es un hombre muy religioso, eminentemente respetable y que posee los valores de un caballero, valiente y enérgico. Su influencia sobre Luis VII parece haber sido muy importante. Cuando la Segunda Cruzada se acaba, por el fracaso del sitio de Damasco (1148), Luis VII regresa a Francia seguido por Evrard, el cual le presta una considerable cantidad de dinero. Es un precedente que sentará escuela. Sin embargo, el Gran Maestre abandona a sus tropas, las cuales triunfan defendiendo Jerusalén contra un raid de tropas turcas (hacia 1149/1150).
A su vuelta, Evrard des Barrès abraza la vida monástica en Clairvaux (Claraval) y abdica en 1151 a pesar de las presiones de los templarios para que continúe en el cargo. Muere en 1174. Le sucede Bernard de Tremelay.
| Predecesor: Robert de Craon | Gran maestre de la Orden del Temple 1147 - 1151 | Sucesor: Bernard de Tremelay |

- Datos: Q439794